# フランソワーズ・ドルレアン (1844-1925)
フランソワーズ・ドルレアン（フランス語: Françoise d'Orléans, duchesse de Chartres, 1844年8月14日 - 1925年10月28日）は、フランスのオルレアン家の王女。フランス王ルイ・フィリップの孫娘の1人。同族の従兄にあたるシャルトル公ロベールと結婚し、シャルトル公爵夫人となった。

## 生涯

### オルレアン家のフランス王女
ルイ・フィリップ王の三男ジョアンヴィル公フランソワと、その妻でブラジル皇帝ペドロ1世の娘であるフランソワーズの第1子、長女としてヌイイ＝シュル＝セーヌで生まれた。全名はフランソワーズ・マリー・アメリー（Françoise Marie Amélie）。
オルレアン家は1848年の2月革命により王族の身分を失い、一族は亡命を余儀なくされた。

### シャルトル公爵夫人
1863年6月11日にロンドン郊外のキングストン・アポン・テムズにある聖ラファエル教会において、家長のパリ伯爵の弟で従兄であるシャルトル公ロベールと結婚し、5人の子女をもうけた。
1925年にオート＝アルプ県のサン＝フィルマン城で亡くなった。

## 子女
- マリー・アメリー・フランソワーズ・エレーヌ（1865年 - 1909年） - 1885年、デンマーク王子ヴァルデマーと結婚
- ロベール・ルイ・フィリップ・フェルディナン・フランソワ・マリー（1866年 - 1885年）
- アンリ・フィリップ・マリー（1867年 - 1901年）
- マルグリット・ルイーズ・マリー・フランソワーズ（1869年 - 1940年） - 1896年、マジャンタ公マリー・アルマン・パトリス・ド・マクマオン（Marie Armand Patrice de Mac Mahon）と結婚
- ジャン・ピエール・クレマン・マリー（1874年 - 1940年） - ギーズ公、オルレアン家家長